# Мексика на зимових Олімпійських іграх 2014
Мексика на зимових Олімпійських іграх 2014 року, які проходили в російському місті Сочі, була представлена одним спортсменом в одному виді спорту — гірськолижний спорт. Прапороносцем на церемонії відкриття Олімпіади був єдиний представник країни, лижник Губертус фон Гогенлое.
Мексика увосьме взяла участь у зимовій Олімпіаді. Мексиканські спортсмени не здобули жодної медалі.

## Гірськолижний спорт
| Губертус фон Гогенлое | слалом, чоловіки | не фінішував | не фінішував | не фінішував | не фінішував | не фінішував | не фінішував |